# Nagy Kopeczky Kristóf
Nagy Kopeczky Kristóf (Sepsiszentgyörgy, 1999 –) a sepsiszentgyörgyi Tamási Áron Színház színésze.
Tanulmányait a kolozsvári Babeș–Bolyai Tudományegyetemen végezte a Színház és Film Karon 2021-ben, amelyet követően rögtön Sepsiszentgyörgyre került. Tanulmányai alatt statisztaként játszott a Kolozsvári Állami Magyar Színházban, két előadásban is: az Armin Petraș által rendezett Kurázsi mama és gyermekei, valamint a Béres László által rendezett Hegedűs a háztetőn című előadásban.
Első színpadra lépése 2007-ben volt Perkőn a Transylmania előadásban a gyerekkar tagjaként, rendező Nagy Kopeczky Kálmán.[forrás?] Később pedig, 2009-ben játszott a Háromszéki kalandozások című ismeretterjesztő filmben a gyerek szerepében, rendező Vörös T. Balázs.[forrás?]

## Szerepei a Tamási Áron Színházban
- Kölyök, Stefan Arsenijević–Srđjan Koljević–Bojan Vuletić: Szerelem és más bűntények, rendező: Theodor-Christian Popescu
- Kandúr, Jevgenyij Svarc/Parti Nagy Lajos: A Sárkány, rendező: Vladimir Anton
- Kovács, falusi fazekas, Tamási Áron: Hullámzó vőlegény, rendező: Albu István
- Boracchio, William Shakespeare: Sok hűhó semmiért, rendező: Kiliti Krisztián
- Béluka, Pincér, Rendőr, Páciens, Szülő, Pass Andrea: Napraforgó, rendező Radu Afrim
- Ágyban, párnák közt, Technikai munkatárs, rendező: Ricz Ármin

2021 óta aktív színész.